# Joseph Gardner
Joseph Cameron Gardner (Santa Clara, California, Estados Unidos, 18 de marzo de 1988) es un beisbolista, lanzador de la Liga Venezolana de Béisbol Profesional (LVBP), para los Leones del Caracas.